# Debrzno (gemeente)
De gemeente Debrzno is een stad- en landgemeente in het Poolse woiwodschap Pommeren, in powiat Człuchowski.
De gemeente bestaat uit 14 administratieve plaatsen solectwo: Boboszewo, Buka, Cierznie, Drozdowo, Grzymisław, Myśligoszcz, Nowe Gronowo, Prusinowo, Rozwory, Skowarnki, Słupia, Stare Gronowo, Strzeczona, Uniechów
De zetel van de gemeente is in Debrzno.
Op 30 juni 2004 telde de gemeente 9307 inwoners.

## Oppervlakte gegevens
In 2002 bedroeg de totale oppervlakte van gemeente Debrzno 224,17 km², waarvan:
- agrarisch gebied: 65%
- bossen: 25%

De gemeente beslaat 14,24% van de totale oppervlakte van de powiat.

## Demografie
Stand op 30 juni 2004:
| Omschrijving                   | Totaal | Totaal | Vrouwen | Vrouwen | Mannen | Mannen |
| ------------------------------ | ------ | ------ | ------- | ------- | ------ | ------ |
| eenheid                        | aantal | %      | aantal  | %       | aantal | %      |
| inwoners                       | 9307   | 100    | 4759    | 51,1    | 4548   | 48,9   |
| bevolkingsdichtheid (inw./km²) | 41,5   | 41,5   | 21,2    | 21,2    | 20,3   | 20,3   |

In 2002 bedroeg het gemiddelde inkomen per inwoner 1356,58 zł.

## Aangrenzende gemeenten
Czarne, Człuchów, Kamień Krajeński, Lipka, Okonek, Sępólno Krajeńskie
- Virtual International Authority File: 313516830